# どぶろく裁判
どぶろく裁判（どぶろくさいばん）とは、日本において無免許で酒を作っていた前田俊彦が酒税法違反の罪に問われた事件。幸福追求権が争点となった。

## 概要
日本において、酒を造る者は酒税法第8条により、所轄税務署長の免許を受けなければならない。
本件被告人（前田）は自分で飲むため、清酒等を自家製造していた。しかし、無免許であったため、酒税法違反になるとして起訴された。第一審（千葉地方裁判所昭和61年［1986年］3月26日判決）は酒税法第54条第1項により被告人を罰金30万円に処し、第二審（東京高等裁判所昭和61年(1986年)9月29日判決）も控訴を棄却したため、被告人側が上告した。

## 最高裁判所判決
最高裁判所平成元年(1989年)12月14日判決により、被告人の上告は棄却された。その主旨は「酒税法の右各規定は、自己消費を目的とする酒類製造であっても、これを放任するときは酒税収入の減少など酒税の徴収確保に支障を生じる事態が予想されるところから、国の重要な財政収入である酒税の徴収を確保するため、製造目的のいかんを問わず、酒類製造を一律に免許の対象とした上、免許を受けないで酒類を製造した者を処罰することとしたものであり、これにより自己消費目的の酒類製造の自由が制約されるとしても、そのような規制が立法府の裁量権を逸脱し、著しく不合理であることが明白であるとはいえず、憲法31条、13条に違反するものでない」というものだった。